# Korai Silla kasztrendszer a 4. és a 6. század között Koreában
Kasztrendszer a 4. és a 6. század között Koreában.

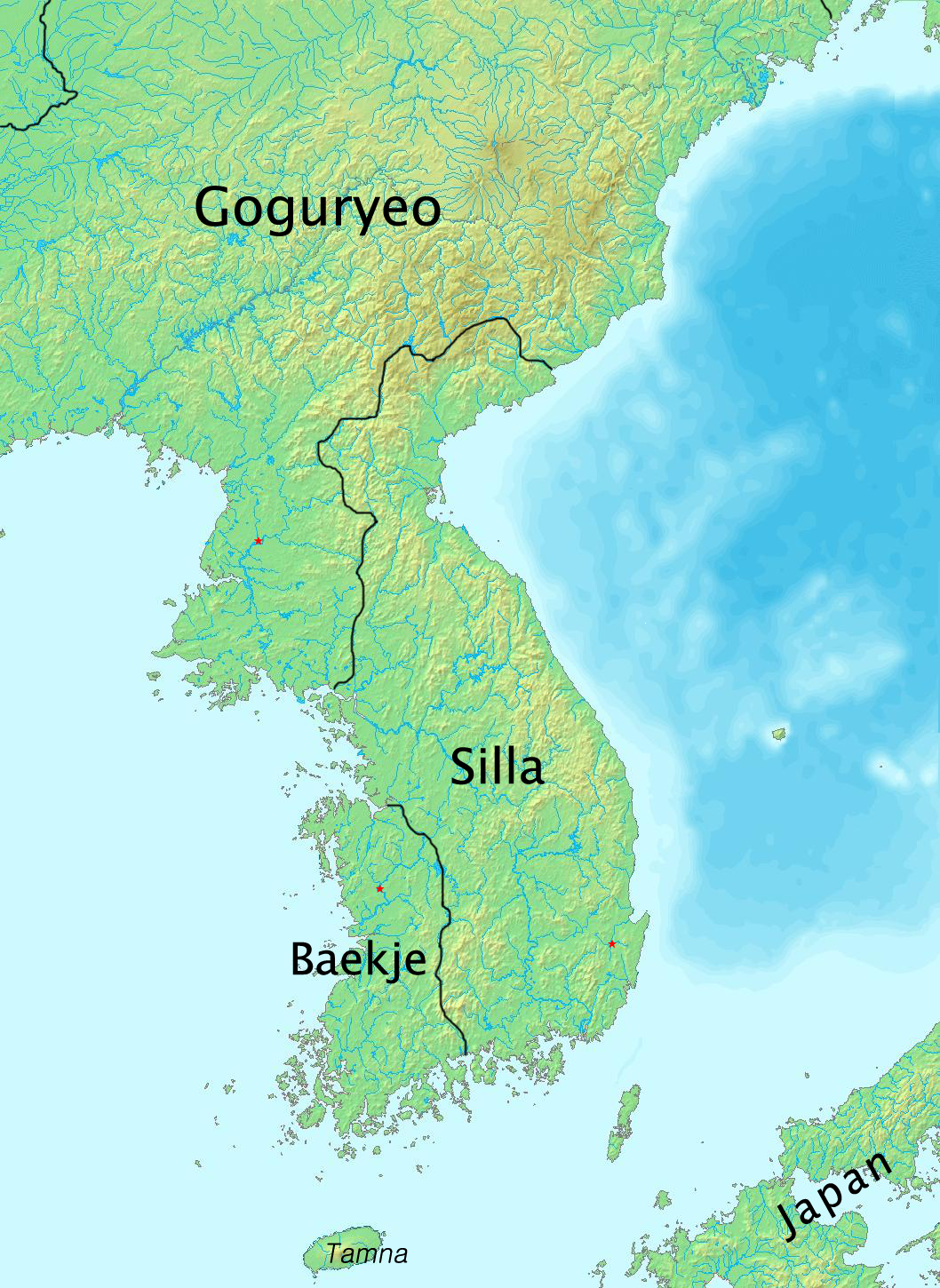
Silla királyság

A régi Silla birodalmat az első két századra (468-tól 668-ig) datálják, amikor is meghódította rivális királyságokat a félszigeten (Paechke, Kogurio) és létrehozott egy egyesített Koreai államot. Archeológiai kutatások az 1970-es években több temetkezési helyet tártak fel a régi Silla időszakából, feltárva arany és egzotikus leleteket, valamint üvegtárgyakat. A gazdag lelőhelyek ellenében nehezen állapították meg azt, hogy melyik korszakból is valók a temetkezési helyek, ugyanis ezek lehettek a régi Silla birodalom idejéből, vagy az Egyesített Silla (668-935) idejéből is, mivel kevés jellegzetes épület maradt meg a régi Sillából, csupán sírhelyek maradtak fenn. A történelmi feljegyzésekben szerepel a híres kolp’ um kasztrendszer, ami Silla kései idejéből származik.
Korai Silla
Noha a korai Silla gazdaságáról elég gyér tudomásunk van, feltételezni lehet, hogy mezőgazdasággal foglalkoztak. Az állami berendezkedés hasonlított az európai feudális rendszerhez, azaz a nagybirtokosok parasztokkal és rabszolgákkal műveltették meg a földet. Növényeket, rizst néha búzát termesztettek. A selyem készítésének elterjedésével az századfordulón eperfákat növesztettek dió és fenyőfa mellett. A kereskedelem a helyi régiókra korlátozódott a koreai félszigeten. A történelmi kutatások megmutatták, hogy Kínával is történt kereskedelem a korai Sillában, mint tükör, bronz, fegyver és vas. Hatással volt a selyem út is a kereskedelemre, Paekche és Kogurio területek beolvasztásával Silla a Han folyó gazdag mezőgazdaságát fejlesztette a koreai félsziget délnyugati régiójában. Mikor az elfoglalt területekről emigráltak a nemesek, Silla urai több földet tudott kiosztani a támogatóiknak. Silla kiterjedt adót fizetett természeti kincsek formájában, ami különféle nyersanyagokat ölelt át mint selyem, ginszeng, gyapjó és különböző ezüst- és arany munkákat. Kína cserébe kereskedett Sillával, behozta a papírt, teát a Silla királyságba. Az egyesített Silla birodalma ezen időszakában kifejezetten a béke uralkodott, Kyongju, a főváros rendkívül szép volt díszes házaival, és hatalmas és szép Buddhista templomaival, ami hirdette a Silla birodalom gazdagságát.
A korai Silla birodalma kasztrendszeren alapult, amit „csont-besorolás”-nak hívtak. A következő besorolások léteztek:
- A szent-csont rendfokozat: Legmagasabb fokozat, ami csak a királyt és a királynét illethette meg.
- Igaz-csont rendfokozat: Királyi család tagjai, valamint a fővárosban élő nemesek rendelkeztek ezzel a ranggal, akik a legmagasabb pozíciókkal rendelkeztek a Silla birodalomban.
- Hatodik szintű rendfokozat: Kormány hivatalnokok, írni-olvasni tudó réteg akik értettek a zenéhez, katonai stratégiához. A legmagasabb rendfokozat, amit nem nemesi családból származó ember el tudott érni.
- Ötös szintű rendfokozat: Nagyobb földbirtokosok és középosztálybeliek.
- Négyes szintű rendfokozat: Helyi vezetők és alacsony beosztású hivatalnokok.
- Hármas kettes és egyes szintű rendfokozatok: Közemberek, parasztok.

Noha a társadalmi mobilitás lehetséges volt a rendfokozatok között, az első két rendfokozattal rendelkezők irányították és rendelkeztek minden hatalommal a Silla birodalomban. A felső rendfokozatokba a tanácsadók és a király választotta ki a nemesi tanács tagjait (hwabaek). Az örökösödés fontosabb volt, mint bárhol Kínában vagy Koreában. Az öröklődés a következő sorrendben történt: az örökös lehetett az uralkodó elsőszülött fia, másodszülött fia, a legidősebb hajadon lánya, a legidősebb fiú, a férj legidősebb férjezett lánya, az uralkodó legidősebb férjezett lánya. A csont-rendfokozat ideje alatt a Silla birodalom három legitim női uralkodója is volt, ezek voltak: Sondok, Chindok és Chinsong. Sondok volt Korea első női uralkodója. Silla aranykorát jellemezte a politikai és szociális stabilitás, hwabaek megengedte, hogy a közemberek hallathassák a hangjukat a politikában.